# NGC 6138
NGC 6138 (другие обозначения — NGC 6363, UGC 10827, MCG 7-36-5, ZWG 226.8, NPM1G +27.0546, PGC 60164) — эллиптическая галактика (E) в созвездии Геркулес.
Этот объект занесён в новый общий каталог несколько раз, с обозначениями NGC 6138, NGC 6363.
Этот объект входит в число перечисленных в оригинальной редакции «Нового общего каталога».